# Lessja Wassylenko

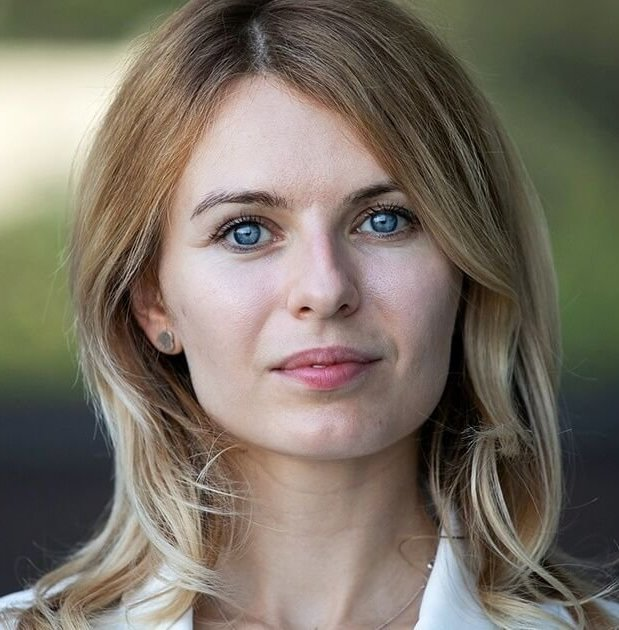
Lessja Wassylenko (2018)

Lessja Wolodymyriwna Wassylenko (ukrainisch Леся Володимирівна Василенко; * 31. März 1987 in Kiew) ist eine ukrainische Politikerin und Juristin.

## Biografie
Sie schloss ihr Studium am Institut für Internationales Recht der Nationalen Taras-Schewtschenko-Universität Kiew ab und erlangte am University College London einen Master-of-Laws-Abschluss in Menschenrechten und internationalem Umweltrecht. Von 2005 bis 2008 arbeitete sie als Rechtsanwaltsassistentin und Beraterin bei der Ukrainischen Vereinigung für ausländisches Recht. Von Juli bis August 2008 absolvierte sie ein Praktikum im Büro der Vereinten Nationen in Genf. Von 2008 bis 2010 war sie Projektkoordinatorin einer Unternehmensberatungsfirma. Von 2011 bis 2013 arbeitete sie als Anwältin bei der internationalen Kanzlei B.C. Thoms & Co. 2013 gründete sie ihre eigene Beratungsfirma.
Während des Euromaidan 2014 wurde sie Assistentin des Vorsitzenden der Kommission zur Untersuchung und Prävention von Menschenrechtsverletzungen in der Ukraine. Seit 2015 ist sie Mitglied der ressortübergreifenden Kommission für die Prüfung von Materialien zur Verleihung des Kombattantenstatus an Personen, die am Krieg im Donbass teilgenommen haben. Seit 2016 ist sie Expertin und Beraterin für Projekte der Weltbank und der OSZE zum Schutz und zur Integration von Veteranen.
Von 2014 bis 2019 war sie Assistentin der Abgeordneten Aljona Schkrum von der Partei Allukrainische Vereinigung „Vaterland“. 2019 wurde Wassylenko als Mitglied der Stimme zur Abgeordneten der Werchowna Rada gewählt und wurde Leiterin des Unterausschusses für Klimawandel und Luftschutz des Ausschusses für Umweltpolitik und Naturverwaltung des Parlaments. Im Januar 2024 wurde sie zur stellvertretenden Vorsitzenden des PACE-Ausschusses für rechtliche Fragen und Menschenrechte gewählt.